# Испански език
Испанският език (самоназвание: español, произнесено [espaˈɲol]), наричан и кастилски език (castellano, [kasteˈʎano]) е иберо-романски език и е най-разпространеният романски език – говорен от ок. 548 млн. души  (2019). Той е вторият по разпространение (след китайски) роден език (за ок. 470 млн. души той е роден език) и третият най-говорим език в света (след английски и китайски). По-голямата част от испаноговорещите групи живеят в Латинска Америка.
Произхождащ от Испания, откъдето по-късно е бил пренасян от испанските изследователи и колонизатори в западното полукълбо и други части на света през последните пет столетия, испанският е един от петте най-говорими езика в света и един от шестте официални езика на Обединените нации. Той е един от най-важните световни езици (заедно с английския и френския), който се говори на всички континенти: най-вече в Северна и Южна Америка, Европа и някои части на Африка и Азия. Голямото му значение се дължи и на международното разпространение и признатост на испаноезичната литература, филмова индустрия, телевизионна индустрия (най-вече теленовели) и музикална индустрия в глобализирания пазар.

## „Испански“ или „кастилски“
Испанците наричат езика си español (испански), когато го съпоставят с други езици (напр. с френски или английски), но го наричат castellano (кастилски), когато го сравняват с други местни езици в Испания (напр. галисийски, баски и каталонски). По същия начин конституцията на Испания от 1978 г. използва термина castellano, за да определи официалния език на цялата държава, противопоставяйки го на las demás lenguas españolas (букв. останалите испански езици). Член III гласи следното:
El castellano es la lengua española oficial del Estado. (…) Las demás lenguas españolas serán también oficiales en las respectivas Comunidades Autónomas…
Кастилският е официалният испански език на държавата. (…) Останалите испански езици също ще бъдат официални в съответните автономни области…
В някои части на Испания обаче, главно където се говори галисийски, баски и каталонски, изборът на името може по някакъв начин да покаже чувството на принадлежност на говорещия, и дори неговите политически възгледи. Хора от двуезичните области може да счетат за обидно да се нарече езикът español, тъй като това е името, избрано от Франсиско Франко (по времето на неговата диктатура местните езици са били забранени), и защото то включва в себе си значението, че баски, каталонски и галисийски не са езици на Испания. От друга страна обаче, някои националистически настроени граждани (и испански и местни националисти) биха предпочели español, или за да покажат убеждението си за единството на Испанската държава, или за да обозначат схващането за откъснатостта между тяхната област и останалата част от държавата.
В някои от останалите части на испаноезичния свят езикът е известен като „испански“, а в други – като „кастилски“. „Кастилски“ е името на испанския език в Аржентина, Боливия, Чили, Еквадор, Парагвай, Перу, Уругвай и Венецуела.
Някои филолози използват термина „кастилски“ само когато имат предвид езика, говорен в Кастилия през Средновековието, твърдейки, че е за предпочитане да се използва „испански“, когато се говори за сегашната му форма. „Кастилски“ също може да бъде поддиалект на испански, който се говори в повечето части на днешна Кастилия. Този диалект притежава някои характеристики и специфично произношение, различни от това в Андалусия и Арагон например, където се говорят други поддиалекти. Произношението на този кастилски диалект съвпада точно със стандартното испанско произношение, и се различава много малко (даже никак) от стандартния испански език.

## История
Испанският се формира в северната част на Иберийския полуостров от простонародния латински език, като се чувства келтско-иберийско, баско и арабско влияние. Някои от типичните черти на испанската диахронична фонология са омекотяването (латински vita, испански vida), палатализация (латински annum, испански año) и дифтонгация (накратко E/O) от простонародния латински (латински terra, испански tierra; латински novus, испански nuevo); подобни явления се наблюдават в повечето романски езици.
По време на Реконкистата този северен диалект е пренесен на юг и все още е малцинствен език в северно Мароко.
През 13 век в християнските кралства на Иберия се говорят множество езици, като повечето са взаимно разбираеми помежду си без много затруднения. Това са произлезлите от латинския кастилски, арагонски, леонски, астурски, галисийски, каталонски и окситански както и изолираният древен баски език. С течение на времето кастилският, който днес се нарича испански език, става предпочитаният език за култура и комуникация в кралство Кастилия. На кастилски започват да се пишат определени документи и той става официален език по времето на Алфонсо X (управлявал от 1252 до 1284).
Също през 13 век са основани няколко университета в Леон и Кастилия, от тях университетите в Саламанка и Паленсия са сред най-старите университети в Европа.
Първата испанска граматика (Gramática de la Lengua Castellana) е била написана в Саламанка, Испания, през 1492 г. от Антонио де Небриха. Когато книгата била представена на Исабела Кастилска, тя попитала: „Защо ми е подобна книга, ако вече знам езика?“, на което Антонио отвърнал: „Мадам, езикът е оръдието на Империята.“
След 16 век езикът е въведен от испанските колонизатори в Северна и Южна Америка, Микронезия, Гуам, Марианските острови, Палау и Филипините. Също така през тази епоха испанският се превръща в главен език на изкуството и политиката в по-голяма част от Европа. През 18 век френският заема неговото място.
През 20 век езикът е въведен в Екваториална Гвинея, в Западна Сахара и в някои части на Съединените щати като Испанския Харлем в Ню Йорк – територии, които не са били част от Испанската Империя.

## Класификация и сродни езици
Испански/Кастилски се класифицира:
- Семейство: Индоевропейско
- Клон: Италийски
- Група: Романска
- Комплекс: Итало-западен
- Подкомплекс: Западноромански
- Клон: Гало-иберийски
- Клон: Иберо-романски
- Клон: Западноиберийски

Испанският/кастилският е най-близък с останалите испански езици (произлезли от латински) и диалекти (произлезли от самия испански), които се говорят в границите на днешна Испания. Повечето са взаимно разбираеми помежду си без много затруднения.
- Арагонски (aragonés)
- Леонски (llïonés)
- Астурски (asturianu)
- Галисийски (gallego)
- Португалски (português)
- Екстремадурски (estremeño)
- Каталонски (català)
- Окситански (aranès)

Стандартните форми на двата основни езика, които се говорят на полуострова – Испански и Португалски, са общо взето взаимно разбираеми, въпреки че испанската морфология се разбира много по-лесно от един португалец, отколкото обратното. Същото важи и за каталонския, който е по-близък с окситански, отколкото с испански или португалски.
Граматиката и по-голямата част от лексиката на испанския и португалския са сходни, а и двата езика имат обща история на влияние от арабския, докато голяма част от полуострова е била под ислямска власт.
Дифтонгизацията на поставените под ударение къси гласни е обичайно за испанския, както и за другите романски езици, но липсва в галисийския и португалския.
| Латински    | morit (той/тя умира) |
| Италиански  | muore                |
| Френски     | meurt/muert          |
| Испански    | muere                |
| Португалски | morre                |
| Румънски    | muare                |

Orbis Latinus Архив на оригинала от 2006-05-19 в Wayback Machine.
Специфична за испанския (както и за гасконския диалект на окситански) е загубата на латинското начално /f/ (която със сигурност се дължи на влиянието на баски), когато следващият звук не е двугласна.
| Испански | Португалски                            |
| hacer    | fazer                                  |
| hígado   | fígado                                 |
| hablar   | falar                                  |
| horno    | forno                                  |
| hacienda | fazenda                                |
| hijo     | filho (note Gascon hilh, Occitan filh) |
| harina   | farinha, но                            |
| fuego    | fogo                                   |
| fuerte   | forte                                  |
| fuero    | foro                                   |

Не е задължително подобни сродни думи да означават едно и също.
Някои често срещани думи също се различават между двата езика.
| Испански                  | Португалски            | Български |
| ventana (vĕntu)           | janela (jānuella)      | прозорец  |
| rodilla (rŏtella)         | joelho (genucŭlu)      | коляно    |
| calle (callis)            | rua ([via] ruga)       | улица     |
| alfombra (Араб. alḥánbal) | tapete (tapēte)        | килим     |
| borrar (Исп. borra)       | apagar (adpācāre)      | изтривам  |
| olvidar (oblītare)        | esquecer (excadĕscere) | забравям  |

Еволюцията от латински на някои струпвания на съгласни също се е развила по различен начин в двата езика (испански и португалски думи като „pleno“, „ocular“, „nocturno“, „tremular“ и т.н. не са взети предвид в долните примери, защото те са взети директно от латинския през ренесансовата и бароковата епоха):
| Латински              | Испански | Португалски | Български |
| octo                  | ocho     | oito        | осем      |
| noctem                | noche    | noite       | нощ       |
| mŭltum                | mucho    | muito       | много     |
| alĭum                 | ajo      | alho        | чесън     |
| argilla               | arcilla  | argila      | глина     |
| plēnum                | lleno    | cheio       | пълен     |
| blandum               | blando   | brando      | мек       |
| homĭnem > hom´nem     | hombre   | homem       | мъж       |
| ocŭlum > oc´lum       | ojo      | olho        | око       |
| tremulāre > trem´lare | temblar  | tremer      | треперя   |
| cāsĕus                | queso    | queijo      | сирене    |

В испанския не са се изгубили единичните интервокални \L\, \N\, което е естествено за португалския:
| Латински    | Испански | Португалски         | Български |
| generāle(m) | general  | geral (арх. gẽeral) | общ       |
| volāre      | volar    | voar                | летя      |
| tenēre      | tener    | ter (арх. tẽer)     | имам      |
| Luna        | Luna     | Lua (арх. Lũa)      | луна      |
| caelu(m)    | cielo    | céu (арх. ceo)      | небе      |
| arēna       | arena    | areia (арх. arẽa)   | пясък     |

Латинското двойно интервокално \LL\ се превръща в испанското -ll- и португалското -l-, \NN\ в испанското -ñ- (испанската буква „ñ“ е всъщност начин да се пише „nn“) и португалското -n-,
| Латински    | Испански | Португалски | Български |
| castellu(m) | castillo | castelo     | замък     |
| canna       | caña     | cana        | тръстика  |

Испанският има различни особености с каталонския, който е източноиберийски език и показва много Гало-романски белези.
| Латински                                   | Испански       | Португалски                   | Каталонски  | Български                      |
| nos                                        | nosotros       | nós                           | nosaltres   | букв. ние-други                |
| dies Martis                                | martes         | Terça-Feira („Трети Ден“)     | Dimarts     | Вторник                        |
| germānu(m)                                 | hermano        | irmão                         | germà       | брат (Фр. frère, Лат. frātrĕm) |
| cantĭōne(m)                                | canción        | canção                        | cançó       | песен                          |
| magis, plus                                | más            | mais (арх. и chus)            | més         | по(вече) (Фр. plus, Ит. più)   |
| manū(m) sĭnistra                           | mano izquierda | mão esquerda (арх. и sẽestra) | mà esquerra | лява ръка (Баск. esku ezkerra) |
| nulla rem nata (букв. никакво нещо родено) | nada           | nada (арх. и rem)             | res         | нищо (Фр. rien)                |

Испанският не е взаимно разбираем с френски или румънски, или, противно на широко разпространеното вярване, с италиански. Въпреки че италианската фонетична система е много сходна с тази на испанския, езиците се различават изключително много в граматика, лексика и морфология, и обикновено могат да бъдат разбрани, единствено ако човек вече е запознат с другия език.

## Географско разпространение
Испанският е един от официалните езици на Обединените нации и Европейския съюз. Мнозинството от испаноговорещите се намира в западното полукълбо и Испания.
| Страни със значително испаноговорещо население | Страни със значително испаноговорещо население |
| По азбучен ред | По низходящ ред |
| --- | --- |
| 1. Австралия (150 000) 2. Австрия (1970) 3. Американски Вирджински острови (3980) 4. Андора (40 000) 5. Аржентина (41 248 000) 6. Аруба (105 000) 7. Белиз (130 000) 8. Боливия (5 010 000) 9. Бонер (5700) 10. Бразилия (10 700 000) 11. Великобритания (900 000) 12. Венецуела (22 021 000) 13. Доминиканска република (8 850 000) 14. Еквадор (10 946 000) 15. Екваториална Гвинея (447 000) 16. Гватемала (8 163 000) 17. Гвиана (108 000) 18. Германия (410 000) 19. Западна Сахара (341 000) 20. Израел (160 000) 21. Испания (44 400 000) 22. Италия (455 000) 23. Канада (272 000) 24. Китайска НР (250 000) 25. Колумбия (43 600 000) 26. Коста Рика (4 220 000) 27. Куба (11 285 000) 28. Кувейт (1700) 29. Кюрасао (112 450) 30. Ливан (2300) 31. Мароко (960 706) 32. Мексико (106 255 000) 33. Никарагуа (5 503 000) 34. Нова Зеландия (26 100) 35. Панама (2708,000) 36. Парагвай (2 737 000) 37. Перу (20 152 265) 38. Португалия (1 750 000) 39. Пуерто Рико (4 017 000) 40. Румъния (7000) 41. Русия (1 200 000) 42. Салвадор (6 859 000) 43. Съединени щати (41 000 000) 44. Швеция (39 700) 45. Швейцария (172 000) 46. Тринидад и Тобаго (32 200) 47. Турция (29 500) 48. Уругвай (3442,000) 49. Филипини (2900,000) 50. Финландия (17 200) 51. Франция (2 100 000) 52. Френска Гвиана (11 000) 53. Хаити (1 650 000) 54. Холандия (17 600) 55. Хондурас (3 267 000) 56. Чили (16 795 000) 57. Южна Корея (90 000) 58. Япония (500 000) | 1. Мексико (106 255 000) 2. Испания (44 400 000) 3. Колумбия (43 600 000) 4. Аржентина (41 248 000) 5. Съединени щати (41 000 000) 6. Венецуела (22 021 000) 7. Перу (20 152 265) 8. Чили (16 795 000) 9. Куба (11 285 000) 10. Еквадор (10 946 000) 11. Бразилия (10 700 000) 12. Доминиканска република (9 050 000) 13. Гватемала (8 163 000) 14. Салвадор (6 859 000) 15. Никарагуа (5 503 000) 16. Боливия (5 010 000) 17. Хондурас (4 267 000) 18. Коста Рика (4 220 000) 19. Пуерто Рико (4 017 000) 20. Уругвай (3 442 000) 21. Филипини (2 900 000) 22. Парагвай (2 737 000) 23. Панама (2 708 000) 24. Франция (2 100 000) 25. Португалия (1 750 000) 26. Хаити (1 650 000) 27. Русия (1 200 000) 28. Мароко (960 706) 29. Великобритания (900 000) 30. Япония (500 000) 31. Италия (455 000) 32. Екваториална Гвинея (447 000) 33. Германия (410 000) 34. Западна Сахара (341 000) 35. Канада (272 000) 36. Китай (250 000) 37. Швейцария (172 000) 38. Израел (160 000) 39. Австралия (150 000) 40. Кюрасао (112 450) 41. Гвиана (108 000) 42. Аруба (105 000) 43. Южна Корея (90 000) 44. Андора (40 000) 45. Швеция (39 700) 46. Тринидад и Тобаго (32 200) 47. Белиз (30 000) 48. Турция (29 500) 49. Нова Зеландия (26 100) 50. Нидерландия (17 600) 51. Финландия (17 200) 52. Френска Гвиана (10 000) 53. Румъния (7000) 54. Бонер (5700) 55. Американски Вирджински острови (3980) 56. Ливан (2300) 57. Австрия (1970) 58. Кувейт (1700) |

С приблизително 106 милиона жители, говорещи испанския като първи и втори език, Мексико се слави с най-голямата популация от испаноговорещи в света. Следващите четири най-големи популации живият в Колумбия (43 милиона), Испания (ок. 46 милиона), Аржентина (39 милиона) и Съединените американски щати (41 милиона американски жители на 5 и повече години, които говорят испански в къщи)
 Архив на оригинала от 2020-02-12 в archive.today.
Испанският е официален и най-важен език в 22 държави: Аржентина, Боливия (заедно с кечуа и аймара), Чили, Колумбия, Коста Рика, Куба, Доминиканската република, Еквадор (заедно с кечуа), Ел Салвадор, Екваториална Гвинея (заедно с френски и португалски), Гватемала, Хондурас, Мексико, Никарагуа, Панама, Парагвай (заедно с гуарани), Перу (заедно с кечуа и аймара), Пуерто Рико (заедно с английски), Испания, Уругвай, Венецуела, и Западна Сахара (заедно с арабски).
В Белиз испанският няма официално признание. Въпреки това той е роден език на 50% от населението и се говори като втори език от още 20%. Може да се твърди, че той е най-важният и най-говорим език от народа, но английският си остава единственият официален език.
В Съединените щати испанският се говори от три четвърти от 41,3 милионното испанско население там. Той е също така учен и говорен от една малка, макар и слабо растяща, част от неиспанското население заради нарастващата му употреба в бизнеса, търговията, вътрешната и външната политика. Испанският е един от официалните езици в щата Ню Мексико и в неприсъединената територия на Пуерто Рико.
В Бразилия испанският е добил голямо значение като втори език сред много млади ученици и опитни професионалисти. През последните години, тъй като Бразилия разчита все по-малко на търговията със САЩ и Европа и засилва търговските си отношения с испаноговорещите си съседи (особено като член на Меркосур), голямо значение се придава на двуезичието и доброто владеене на испанския език в страната (същото се отнася за доброто владеене на португалския в съседните държави). На 7 юли 2005 г. Националният конгрес на Бразилия окончателно одобри законопроект, който прави задължително изучаването на испански в държавните и частните училища на страната  Архив на оригинала от 2006-03-27 в Wayback Machine.. Популярността на езика се дължи и на близката му родствена връзка с португалския, а и испанският е преобладаващият и официалният език в почти всяка държава, граничеща с Бразилия. Стандартен испански и ладински също се говорят като родни езици от някои бразилци с испанско потекло, работници имигранти от съседните испаноговорещи страни, които са запазили тези езици и ги използват в домовете си. Също така в бразилските гранични щати, които имат пълномощие над образователната си система, испанският се учи от години. В много други гранични градове и села (особено по уругвайско-бразилската граница) се говори един смесен език, известен като портуньол.
В другите европейски страни освен Испания езикът се говори от някои от техните испаноговорещи имигрантски общности, на първо място в Андора (където се говори от огромна част от населението, въпреки че няма официален статус), Холандия, Италия, Франция, Германия и Обединеното Кралство (В Лондон има многобройна общност). През последните години там се наблюдава покачване на популярността на испанския. Значителна част от населението на Гибралтар също говори испански, въпреки това английският си остава единственият официален език. Там съществува и езикът янито – смесица между английски и испански.
Сред страните и териториите в Океания испанският е седмият най-говорим език в Австралия (100 000 говорещи), където от доста време живеят аржентински, чилийски и испански имигранти, а колумбийската и мексиканската общност нарастват най-вече в Сидни. Езикът също така се говори от около трите хиляди обитателя на Великденския остров, териториална собственост на Чили. Във всички народи от островите Гуам, Палау, Северни Мариански острови, Маршалови острови и Микронезия някога е имало испаноговорещи, но испанският отдавна се е забравил и сега единствената останала следа от него е влиянието, което е оказал върху местните езици.
В Азия испанският език отдавна е в упадък. Той престана да бъде официален език на Филипините през 1987 г. и сега се говори от по-малко от 0,01% от населението, или 2658 души (преброяване на населението през 1990 г.), въпреки че изглежда има съживяване на интереса към езика сред образованата младеж. Единственият съществуващ испано-азиатски креолски език чабакано е говорен от още 0,4% от филипинското население, или 292 630 души (преброяването през 1990 г.). Повечето други филипински езици съдържат голямо количество испански заемки. Измежду останалите азиатски държави испанският може би се говори от изолирани групи от бивши имигранти като например етнически китайци, родени в Мексико, но депортирани в Китай, или от трето и четвърто поколение перуанци, които всъщност са етнически японци, завръщащи се в отечеството на предците си – Япония.
В Близкия изток и Северна Африка съществуват малки испаноговорещи общности в Израел (говорещи и стандартен испански, и ладински), в Северно Мароко (и стандартен испански, и ладински), в Турция (ладински) и в испанските анклави Сеута и Мелиля, които са част от Испания.
В Северна Америка и Карибите испанският се говори от части от населението на Аруба, Канада (предимно в Торонто и Монреал), Холандските Антили (предимно на Бонер, Кюрасао и Синт Мартен), Тринидад и Тобаго, и Американските Вирджински острови (предимно на Санта Круз).
В Антарктика териториалните участъци и постоянните бази на Аржентина, Чили, Перу, Уругвай и Испания също определят испанския като официален и работен език на тези анклави.

### Страни
- Испания
- Аржентина
- Боливия
- Венецуела
- Гватемала
- Доминиканска република
- Еквадор
- Екваториална Гвинея
- Колумбия
- Коста Рика
- Куба
- Мексико
- Никарагуа
- Панама
- Парагвай
- Перу
- Салвадор
- Уругвай
- Хондурас
- Чили

## Диалекти
Главна статия: Диалекти на испанския език
Има важни различия между диалектите в различните райони в Испания, а и между тези из цяла Латинска Америка, където се говори испански. В Испания кастилският диалект обикновено се взема за стандартния език на страната (въпреки че характерната за този диалект употреба на винителните форми на местоименията вместо дателните, или така нареченото Лоисмо не се одобрява).
В испанския има три местоимения за второ лице, единствено число: tú, usted и в някои части на Латинска Америка – vos (употребата на тази форма се нарича восео). Общо казано, tú и vos са неофициални и се използват за приятели (въпреки че в Испания vos се смята за архаично обръщение към високопоставени личности и сега употребата му се ограничава главно в литургиите). Usted навсякъде се смята за учтива форма (произлиза от vuestra merced, „ваша милост“) и се използва като знак за уважение, когато човек се обръща към по-възрастните членове на семейството си или към непознати. Местоимението vosotros е множествената форма на tú в повечето части на Испания, въпреки че в Американските (и в някои южни испански градове като Кадис и на Канарските острови) е изместено от ustedes. Забележително е, че в южна Испания употребата на ustedes като неофициално „вие“ не следва правилото за съгласуване между местоимение и глагол. Например докато в правилния учтив еквивалент на „вие отивате“, ustedes van, се използва глагол в трето лице множествено число, в Кадис неофициалната форма се образува така: ustedes vais, тоест използва се глагол във второ лице множествено число. На Канарските острови обаче обичайното съгласуване между местоимение и глагол се е запазило в повечето случаи.